# فرودگاه وجرویل
فرودگاه وجرویل (به انگلیسی: Vegreville Airport) یک فرودگاه همگانی است که یک باند فرود آسفالت دارد و طول باند آن ۱۲۱۹ متر است. این فرودگاه در کشور کانادا قرار دارد و در ارتفاع ۶۳۲ متری از سطح دریا واقع شده است.